# Acceglio
Acceglio (piemontiul: Assèj) település Olaszországban, Piemont régióban, Cuneo megyében. Lakosainak száma 157 fő (2023. január 1.). Acceglio Argentera, Bellino, Canosio, Prazzo, Val-d'Oronaye, Saint-Paul-sur-Ubaye, Meyronnes és Larche községekkel határos.

## Népesség
A település népessége az elmúlt években az alábbi módon változott:
| Lakosok száma | 2054 | 2069 | 1575 | 1254 | 911  | 658  | 355  | 197  | 155  | 157  |
|               | 1861 | 1881 | 1911 | 1931 | 1951 | 1961 | 1981 | 2001 | 2017 | 2023 |